# Chlumetia transversa
Chlumetia transversa là một loài bướm đêm trong họ Noctuidae.